# Журавский, Георгий Иванович
Георгий Иванович Жура́вский (род. 24 декабря 1948, Николаев) — советский  и украинский художник, лауреат Государственной премии Украины в области архитектуры (2010, за воссоздание Одесского кафедрального Спасо-Преображенского собора).

## Биография
Окончил Орловский педагогический институт (1970, ныне РФ, учитель рисования и черчения), Харьковский художественно-промышленный институт (1974, художник декоративно-прикладного искусства).
Работал в Киевском художественном фонде, графиком в издательстве «Днепр» (г. Киев).

## Творчество
Занимался живописью, графикой, скульптурой, мозаикой, монументальной росписью, проектированием резьбы по дереву, иллюстрированием книг, оформлением интерьеров, изготовлением визажей, гравюр, плакатов и тому подобное.
Автор диорам:
- «Букринский плацдарм», «„Арсенал“ в 1918 году», «Медицинская помощь обороне Киева» для музеев Киева,
- «Трипольская культура» для краеведческого музея города Черкассы.

Участник всеукраинских выставок.
В 1987—1989 расписал церковь святых Петра и Павла в пгт Козова. В 1991—1998 — комплексно художественно оформил Кафедральный собор Непорочного Зачатия Пресвятой Богородицы в Тернополе (центральный плафон общей площадью 800 м2; паникадило, высотой 12 м; деревянный резной иконостас 24 м2 и др.). В 1998—2000 создал для этого же храма монументальную композицию «Голгофа» (30 м2; живопись, резьба и позолота).
Художественное убранство Кафедрального собора — оригинальная авторская творческая разработка без использования реставрационных работ.
С1987 принимал участие в отделке более 10 храмов на Украине, в РФ и Македонии. В частности, занимался внутренним убранством Кафедрального Спасо-Преображенского Собора Одессы.
Сейчас работает в области иконописи и церковной росписи. Представитель украинского барокко. Произведения Журавского базируются на принципах церковного искусства Рима, Иерусалима, Афин, Стамбула и Киева.

## Премии
Республиканская премия Ленинского комсомола им. М. Островского (1979).
Государственная премия Украины в области архитектуры (2010).